# Локус

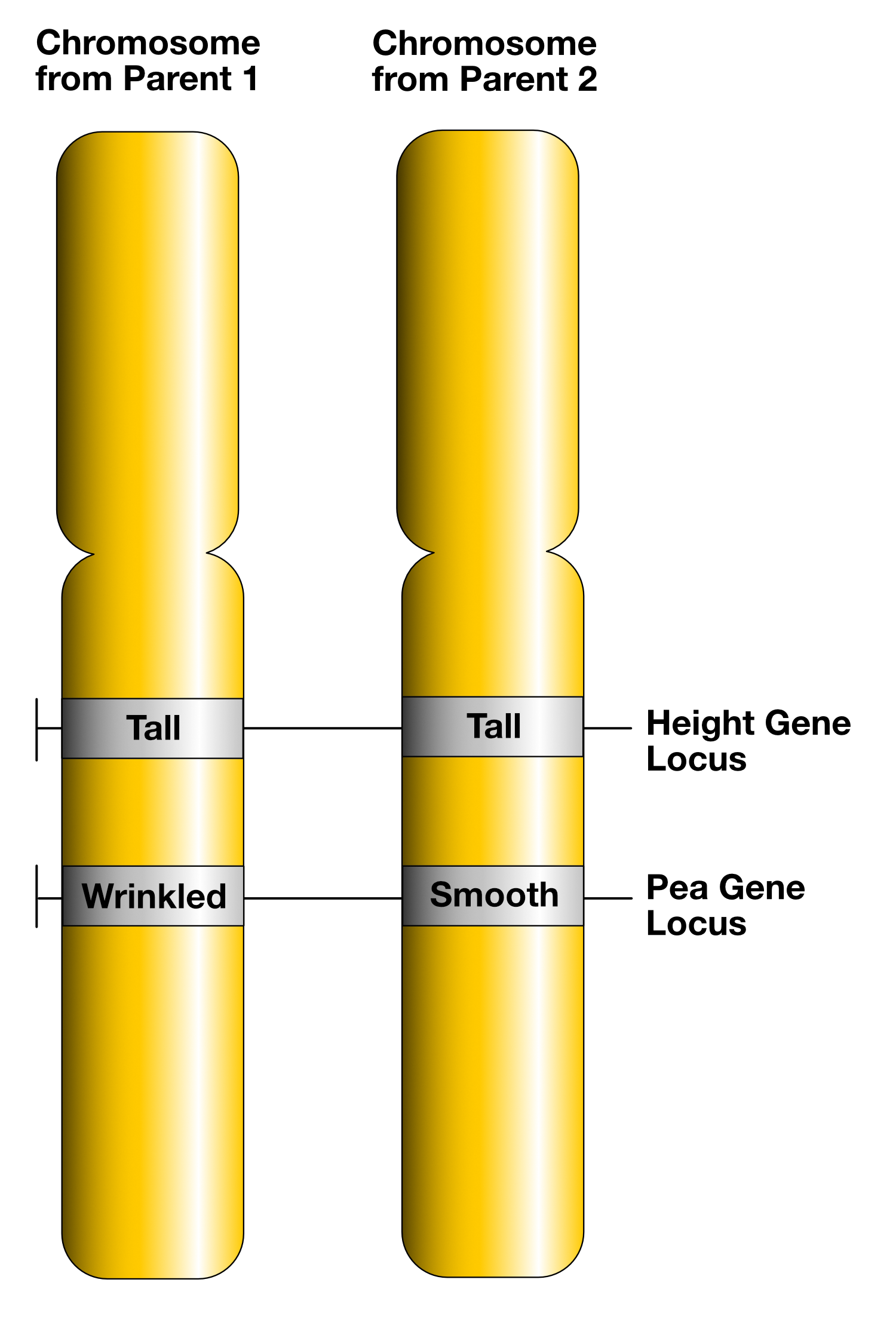
Схема расположения двух генов, их локусов и аллелей на двух родительских хромосомах

Локус (лат. locus «место») в генетике означает местоположение определённого гена на генетической или цитогенетической карте хромосомы.

## Характеристика
Вариант последовательности ДНК в данном локусе называется аллелем. Упорядоченный перечень локусов для какого-либо генома называется генетической картой.
Диплоидные или полиплоидные клетки (или особи), которые несут одинаковые аллели на каком-либо локусе, называются гомозиготными по этому локусу, а те, которые несут различные аллели, — гетерозиготными.

## Картирование локусов
Генное картирование — определение локусов для специфических генов, определяющих те или иные биологические признаки.

### Цитогенетическое картирование и номенклатура
Пример обозначения локуса на цитогенетической карте хромосомы: 6p21.3.
| компонент номенклатуры | значение                                                                 |
| ---------------------- | ------------------------------------------------------------------------ |
| 6                      | номер хромосомы                                                          |
| p                      | плечо хромосомы: p (от фр. petit) — короткое; q (от фр. queue) — длинное |
| 21                     | область 2, бэнд 1                                                        |
| .3                     | суб-бэнд 3                                                               |

Бэнды видны после дифференциальной окраски хромосом и нумеруются, начиная с 1, от центромеры к теломере. Суб-бэнды и более мелкие сегменты определяются при дифференциальной окраске хромосом высокого разрешения.
Аналогичным образом обозначается и более длинный участок. Например, генный локус 11q1.4-q2.1 означает, что ген находится на длинном плече хромосомы 11, на участке между суб-бэндом 4 бэнда 1 и суб-бэндом 1 бэнда 2.
Конечные участки хромосомы обозначаются «ptel» и «qtel» (от «теломера»).

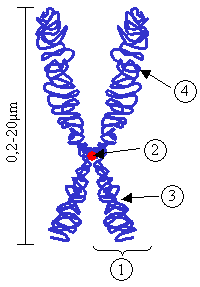
Схематичное изображение хромосомы: (1) хроматида; (2) центромера; (3) короткое плечо; (4) длинное плечо
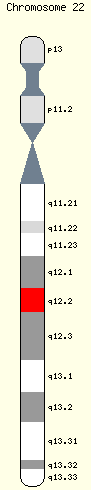
Цитогенетическая карта 22й хромосомы человека